# Frederik Rønnow
Frederik Riis Rønnow (Horsens, 4 agosto 1992) è un calciatore danese, portiere dell'Union Berlino.

## Statistiche

### Cronologia presenze e reti in nazionale
| Cronologia completa delle presenze e delle reti in nazionale ― Danimarca | Cronologia completa delle presenze e delle reti in nazionale ― Danimarca | Cronologia completa delle presenze e delle reti in nazionale ― Danimarca | Cronologia completa delle presenze e delle reti in nazionale ― Danimarca | Cronologia completa delle presenze e delle reti in nazionale ― Danimarca | Cronologia completa delle presenze e delle reti in nazionale ― Danimarca | Cronologia completa delle presenze e delle reti in nazionale ― Danimarca | Cronologia completa delle presenze e delle reti in nazionale ― Danimarca |
| Data                                                                     | Città                                                                    | In casa                                                                  | Risultato                                                                | Ospiti                                                                   | Competizione                                                             | Reti                                                                     | Note                                                                     |
| ------------------------------------------------------------------------ | ------------------------------------------------------------------------ | ------------------------------------------------------------------------ | ------------------------------------------------------------------------ | ------------------------------------------------------------------------ | ------------------------------------------------------------------------ | ------------------------------------------------------------------------ | ------------------------------------------------------------------------ |
| 31-8-2016                                                                | Horsens                                                                  | Danimarca                                                                | 3 – 1                                                                    | Liechtenstein                                                            | Amichevole                                                               | -1                                                                       |                                                                          |
| 4-9-2016                                                                 | Copenaghen                                                               | Danimarca                                                                | 1 – 0                                                                    | Armenia                                                                  | Qual. Mondiali 2018                                                      | -                                                                        |                                                                          |
| 11-11-2016                                                               | Copenaghen                                                               | Danimarca                                                                | 4 – 1                                                                    | Kazakistan                                                               | Qual. Mondiali 2018                                                      | -1                                                                       |                                                                          |
| 15-11-2016                                                               | Mladá Boleslav                                                           | Rep. Ceca                                                                | 1 – 1                                                                    | Danimarca                                                                | Amichevole                                                               | -                                                                        |                                                                          |
| 6-6-2017                                                                 | Brøndby                                                                  | Danimarca                                                                | 1 – 1                                                                    | Germania                                                                 | Amichevole                                                               | -1                                                                       |                                                                          |
| 10-6-2017                                                                | Astana                                                                   | Kazakistan                                                               | 1 – 3                                                                    | Danimarca                                                                | Qual. Mondiali 2018                                                      | -1                                                                       |                                                                          |
| 19-11-2018                                                               | Copenaghen                                                               | Danimarca                                                                | 0 – 0                                                                    | Irlanda                                                                  | UEFA Nations League 2018-2019 - 1º turno                                 | -                                                                        |                                                                          |
| 15-11-2020                                                               | Copenaghen                                                               | Danimarca                                                                | 2 – 1                                                                    | Islanda                                                                  | UEFA Nations League 2020-2021 - 1º turno                                 | -                                                                        | 46’                                                                      |
| 26-3-2024                                                                | Brøndbyvester                                                            | Danimarca                                                                | 2 – 0                                                                    | Fær Øer                                                                  | Amichevole                                                               | -                                                                        |                                                                          |
| 5-6-2024                                                                 | Copenaghen                                                               | Danimarca                                                                | 2 – 1                                                                    | Svezia                                                                   | Amichevole                                                               | -1                                                                       |                                                                          |
| Totale                                                                   |                                                                          | Presenze                                                                 | 10                                                                       |                                                                          | Reti                                                                     | -6                                                                       |                                                                          |

## Palmarès

### Club

#### Competizioni nazionali
- Coppa di Danimarca: 1

Brondby: 2017-2018